# Alpsländfluga
Alpsländfluga (Sphaerophoria laurae) är en tvåvingeart som beskrevs av Goeldlin 1989. Alpsländfluga ingår i släktet sländblomflugor, och familjen blomflugor.
Artens utbredningsområde är Schweiz. Arten är reproducerande i Sverige. Inga underarter finns listade i Catalogue of Life.